# Ottestad
Ottestad este o localitate din comuna Stange, provincia Hedmark, Norvegia, cu o suprafață de 3,60 km² și o populație de 5.712 locuitori (2013).